# Long Beach Naval Shipyard

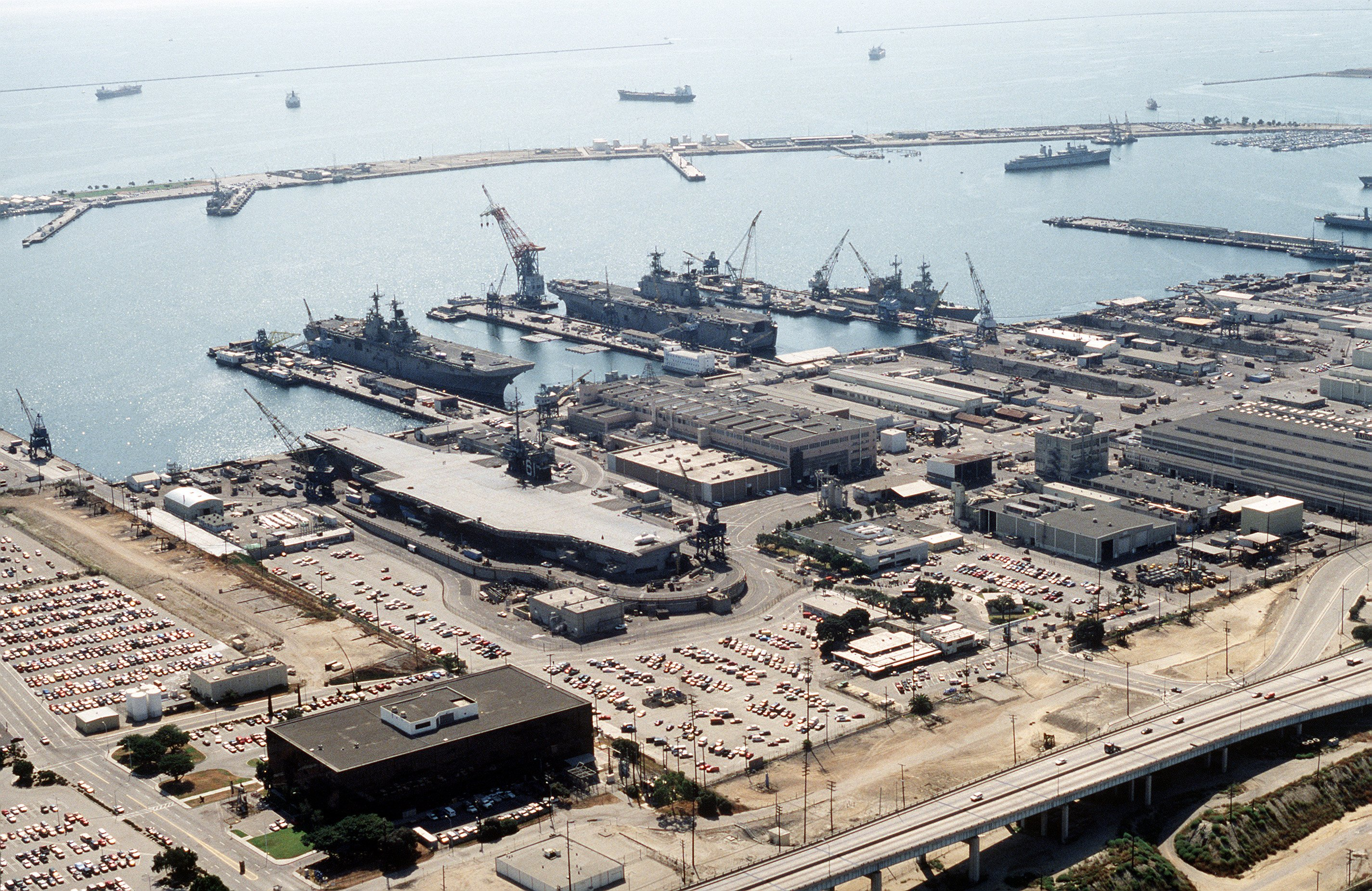
Luftbild der Werft 1993. Im Trockendock der Träger Ranger, an den Piers zwei amphibische Angriffsschiffe

Die Long Beach Naval Shipyard war eine Schiffswerft der United States Navy in Kalifornien. Sie lag auf Terminal Island, zwischen Long Beach und San Pedro.

## Geschichte
Am 9. Februar 1943 wurde die US Naval Dry Docks, Roosevelt Base, California gegründet, um in der Region um Los Angeles eine Werftanlage zur Verfügung zu haben. Während des Zweiten Weltkrieges wurde diese tatsächlich benötigt, um Kriegsschäden schnell beheben zu können. Im August 1945 beschäftigte die Werft über 16.000 zivile Angestellte. Ende 1945 wurde der Name der Anlage zu Terminal Island Naval Shipyard geändert, 1948 dann zum endgültigen Long Beach Naval Shipyard. Zum 1. Juni 1950 wurde die Werft bereits wieder geschlossen. Mit dem Beginn des Koreakrieges wurde die Werft jedoch neuerlich wichtig für die Navy, so dass sie sie zum 4. Januar 1951 bereits wieder eröffnete.
Auch im Kalten Krieg blieb die Werft aktiv, sie wurde hauptsächlich als Reparatur- und Überholungswerft für alle nicht-nuklearen Arbeiten verwendet. Dry Dock 1 wurde als primäres Notdock für die Flugzeugträger der Navy an der Westküste auserwählt. In Long Beach überholte Schiffe waren u. a. die Flugzeugträger Constellation und Yorktown, die Schlachtschiffe New Jersey und Missouri und der Atomkreuzer Truxtun. Bei ihrer Arbeit setzte die Werft auch den im Zweiten Weltkrieg gebauten deutschen Schwimmkran YD-171 ein.
Nach dem Ende des Kalten Krieges wurde die Werft 1997 geschlossen. Kurz vorher beschäftigte die Werft sogar noch 3000 zivile Angestellte.